# Années 2000 en France
Pour des articles plus généraux, voir Années 2000, Histoire de la France sous la Cinquième République et Chronologie de la France sous la Ve République.
Chronologie des années 2000 en France.

## Événements majeurs

### 2000
- 24 septembre : référendum sur la réduction du mandat présidentiel

L'année 2000 est notamment marquée par la parution de l'ouvrage de Véronique Vasseur sur les conditions de détention des prisonniers. La thématique de ce livre est abondamment relayée par les médias, qui, tout d'un coup, s'inquiètent du mauvais état des prisons françaises. Une commission d'enquête parlementaire est créée. Le constat est accablant : les prisons françaises sont à la fois insalubres et surpeuplées. Les conditions sanitaires sont jugées scandaleuses. Le gouvernement de Lionel Jospin lance un programme pour rénover les prisons françaises et en construire de nouvelles.

### 2001
L'année 2001 est profondément marquée par les conséquences des évènements qui se sont produits le 11 septembre aux États-Unis. À partir du 11 septembre, c'est la question du terrorisme et de l'insécurité qui prédomine dans les médias.
Dans ce contexte, la loi sur la présomption d'innocence est vivement critiquée par les syndicats de policiers. D'importantes manifestations de policiers ont lieu au mois de décembre. Bien que ce soit interdit (limité par le principe de continuité du service public qui limite le droit de grève des fonctionnaires en France par un service minimum) par la loi de par leur statut de militaires, les gendarmes, en grande majorité des sous-officiers d'active, en tenue, armés, avec leurs véhicules de service manifestent également en décembre afin d'obtenir de meilleures conditions de travail. Devant cette situation inédite (première grève de militaires d'active en tenue), le gouvernement de Lionel Jospin sera contraint d'amender son projet dans un sens plus favorable à la police, ainsi que d'accorder quelques améliorations aux conditions de travail des gendarmes.

### 2002
- 1er janvier : l'Euro devient la monnaie officielle.
- 21 avril : premier tour de l'élection présidentielle : Jacques Chirac et Jean-Marie Le Pen arrivent en tête. Cette configuration inédite déclenche pendant deux semaines d'importantes manifestations contre le Front national.
- 5 mai : deuxième tour. Élection de Jacques Chirac pour un deuxième mandat de Président de la République.
- 6 mai : nomination de Jean-Pierre Raffarin au poste de Premier ministre
- 9 juin : premier tour des élections législatives
- 16 juin : deuxième tour

Afin de faire cesser les chassés-croisés entre le pouvoir présidentiel et le pouvoir législatif, appelés couramment cohabitation, une réforme constitutionnelle ramène la durée du mandat présidentiel à 5 ans (au lieu de 7) afin de le faire correspondre au mandat législatif.

### 2003
L'année 2003 est celle de la réforme du système des retraites des fonctionnaires. La durée de cotisation passe de 37 ans et demi à 40 ans, s'alignant ainsi sur celle des travailleurs du secteur privé. Les enseignants font grève pendant plusieurs mois pour s'opposer à cette réforme. La grève du printemps 2003 s'étend partiellement à la poste et aux transports publics mais le gouvernement de Jean-Pierre Raffarin maintient son projet et la réforme est entérinée.
- Été 2003 : début du mouvement des intermittents du spectacle.
- Aout 2003 : Canicule. Surmortalité estimée à 15 000 décès.
- Novembre 2003 : Forum Social Européen (FSE) à Paris : le Parti socialiste est violemment attaqué par une partie des manifestants.

### 2004
L'année 2004 est marquée par le second remaniement ministériel du gouvernement Raffarin qui est annoncé le 31 mars. Dominique de Villepin remplace Nicolas Sarkozy au ministère de l'Intérieur. Nicolas Sarkozy remplace Francis Mer au ministère de l'économie. Dominique de Villepin s'inscrit résolument dans la continuité de la politique sécuritaire menée par Nicolas Sarkozy.
- Eté 2004 : des manifestants détruisent des champs d'OGM

### 2005
- 1er janvier : entrée en vigueur de la loi sur le nom de famille
- 29 mai : Rejet du référendum français sur le traité établissant une Constitution pour l'Europe
- 31 mai : nomination de Dominique de Villepin au poste de Premier ministre
- Printemps 2005 : mouvement lycéen contre la réforme de François Fillon.
- Octobre-Novembre 2005 : crise des banlieues.

### 2006
Le début de l'année 2006 a été essentiellement marqué en France par le mouvement contre le CPE (Contrat Première Embauche). Le CPE était un nouveau contrat de travail prévu par la loi sur l'égalité des chances, votée en début d'année. Le CPE aurait permis aux entreprises d'embaucher les jeunes de moins de 25 ans avec une période d'essai de deux ans, sur le modèle du Contrat Nouvelle Embauche (CNE) déjà entré en vigueur en 2005. Après deux mois de grève étudiante, le premier ministre a été contraint au mois d'avril de renoncer à son projet.

### 2007
Nicolas Sarkozy est élu au second tour à 53,6 % des voix contre Ségolène Royal à l'élection présidentielle française.
François Fillon est nommé premier ministre.
Aux élections législatives de juin, la droite conserve la majorité à l'Assemblée nationale.

### 2008
Nicolas Sarkozy est confronté à une vague d'impopularité notamment en raison de sa façon d'incarner la fonction présidentielle.
Aux élections municipales de mars, l'UMP subit un vote sanction et de nombreuses grandes villes passent à gauche.
À partir du mois de septembre, la France est confronté à la crise économique mondiale et dès la fin de l'année, le chômage repart à la hausse.

### 2009
Au début de l'année, la France est confrontée à une grève générale en Guadeloupe, qui s'étend ensuite à d'autres départements d'outre-mer.
La crise économique provoque de nombreuses suppressions d'emploi et les conflits sociaux se multiplient. D'importants mouvements de contestations se font jour au sein des universités françaises.

## Sport et culture

### Télévision
- Le Grand Journal
- Les Guignols de l'info
- France Truc
- La Matinale
- Le Plus Grand Cabaret du monde
- On a tout essayé
- On n'est pas couché
- Tfou
- Toowam
- TO3
- Tout le monde en parle
- Vivement Dimanche

### Cinéma
Parmi les plus grands succès du cinéma français :
- Le Fabuleux Destin d'Amélie Poulain en 2001
- La Môme en 2007
- Les Choristes en 2004
- De battre mon cœur s'est arrêté, 2005

Différents films sont inspirés de la vie quotidienne, par exemple Tanguy et l'Auberge espagnole en 2002. D'autres sont des adaptations de livres, comme Je vais bien, ne t'en fais pas, de Philippe Lioret, en 2006, Ne le dis à personne ou les Rivières pourpres.
Certains réalisateurs filment la nature, la vie ou les hommes, alors que la prise de conscience du réchauffement climatique et de la perte de biodiversité grandit[Interprétation personnelle ?] : le Peuple migrateur en 2001, la Marche de l'empereur en 2005 et Home en 2009.
Indigènes, film inspiré de faits historiques durant la 2de guerre mondiale et sorti en 2006, est récompensé dans les salles comme au festival de Cannes. L'Instinct de mort et l'Ennemi public n° 1 retracent quant à eux la vie du criminel Jacques Mesrine.
Bienvenue chez les Ch'tis fait une percée inattendue au box-office français en 2008, avec plus de 20 millions d'entrées. Les Bronzés 3 : Amis pour la vie, film comique dans la continuité des deux premiers « Bronzés », réalise également plus de 10 millions d'entrées. À noter également parmi les comédies à succès, Hors de prix, de Pierre Salvadori, et OSS 117 : Le Caire, nid d'espions, de Michel Hazanavicius.
Les dessins animés produits en France restent un classique[Quoi ?], avec par exemple Azur et Asmar, de Michel Ocelot.
Le cinéma en relief arrive peu à peu dans les salles françaises à la fin de la décennie.